# Zoran Jašek
Zoran Jašek (Doboj, 10. veljače 1956.) hrvatski je skladatelj, tekstopisac, aranžer, producent, instrumentalist, gitarist, orguljaš, etnomuzikolog i glazbeni pedagog.

## Život
Rodio se u Doboju 1956. godine na dan smrti bl. Alojzija Stepinca. Diplomirao je na Muzičkoj akademiji u Zagrebu 1978.
Oženjen je i 40 godina živi u braku sa suprugom Zlaticom, za koju kaže da je iznimno strpljiva te se uz njezinu potporu posvetio glazbi. Kći Martina diplomirala je obou i novinarstvo te radi na Hrvatskoj radioteleviziji. Sin Marko diplomirao je pri glazbenoj akademiji te radi kao skladatelj i glazbeni pedagog. Voditelj je nekoliko kulturno-umjetničkih društava, zborova i solista.

## Djelo
U svom pedagoškom radu, osnovao je i vodio dječje zborove »Hrvatski mališani« iz Melbournea u Australiji (s kojim je snimio i album), »Zagrebačka škvadra« i »Prva ljubav« u Zagrebu te nekoliko crkvenih zborova. Pune 32 godine radio je kao glazbeni pratitelj (korepetitor) i scenski glazbenik u Zagrebačkom kazalištu mladih, a 12 godina bio je glazbeni urednik marketinškoga programa Hrvatske radiotelevizije.
Bio je umjetnički ravnatelj Hrvatskog vojnog festivala »Pleter« te dječjih festivala »Radost u pjesmi« u Svetoj Nedjelji i »Proljeće u Centru Kaptol« u Zagrebu. Kao gitarist objavio je instrumentalni album »Doživite radost Božića« 1999. godine. Radi kao profesor glazbene kulture u osnovnoj školi u Rakitju te vodi školski zbor i zbor mladih župe u Kerestincu. Osnivač je, voditelj i dirigent Svetonedeljskog komornog gitarističkog orkestra s kojim je ostvario niz nastupa u zemlji i inozemstvu, posebno među hrvatskim iseljeništvom.

## Nagrade
Za svoj rad i suradnju s Hrvatima u Australiji uvršten je u knjigu 100 najuspješnijih Hrvata koji su djelovali u Australiji.

## Vanjske poveznice
- HDS ZAMP Baza autora: Zoran Jašek (popis skladba)